# Julius Victor Carus
Julius Victor Carus, född 25 juli 1823 i Leipzig, död där 10 mars 1903, var en tysk zoolog och anatom. Han var far till konst- och musikhistorikern Victor Alexander Carus.
Carus blev 1849 konservator i Oxford och 1853 extra ordinarie professor i jämförande anatomi och föreståndare för den zootomiska samlingen i Leipzig. Bland hans större skrifter kan nämnas Zur nähern Kenntniss des Generationswechsels (1849) och System der thierischen Morphologie (1853). Tillsammans med Carl Eduard Adolph Gerstäcker utgav han en på sin tid mycket anlitad uppslagsbok, Handbuch der Zoologie. 
Carus är mest känd för bibliografiska och historiska skrifter på zoologins område, Geschichte der Zoologie (1872, det första försöket att behandla zoologins historia), Bibliotheca zoologica (två band, 1861, tillsammans med Wilhelm Engelmann) och årliga förteckningar över den zoologiska litteraturen i den 1878 av honom grundade, mycket spridda tidskriften Zoologischer Anzeiger. Bland Carus övriga arbeten kan nämnas Prodromus faunæ mediterraneæ (två band, 1885–1893). Han översatte även Charles Darwins arbeten till tyska språket.